# Oriulus notus
Oriulus notus är en mångfotingart som beskrevs av Chamberlin 1940. Oriulus notus ingår i släktet Oriulus och familjen Parajulidae. Inga underarter finns listade i Catalogue of Life.